# 田中広太郎 (弁護士)
田中 広太郎（たなか こうたろう、1975年12月6日 - ）は、日本の弁護士（東京弁護士会所属）。東京都出身。慶應義塾大学法学部卒、慶應義塾大学大学院修了。
元エホバの証人宗教2世で、「エホバの証人問題支援弁護団」弁護団事務局のメンバー。
日本では数少ないスペイン語を使用言語とする弁護士（スペイン語の他に英語も使用言語とする）。

## 概要
スペイン語を話せるため、ペルー人誤認逮捕事件の被害者代理人や、焼津市内の運送業者による南米への貨物未発送事件（全国規模の消費者被害事件）の刑事告発代理人、横浜ロシア人少女殺害事件（被告人が南米出身の外国人）の主任弁護人など、日本国内で発生するスペイン語関連事件を多く手掛ける。また、元通訳の経験から司法通訳人としても活動しており、法廷通訳技術向上のための活動を行なっているほか、日弁連「被疑者ノート」スペイン語版の作成に大きく貢献するなどしている。
2015年9月14日から16日にかけて埼玉県熊谷市内で発生した6人連続殺害事件においては弁護人としてではなく司法通訳として活動し、ペルー国籍の被疑者との弁護人接見やペルー総領事の記者発表等の同時通訳を行った。
2016年12月、アイ・エル・エス出版より刊行される「The Lawyers」の表紙に選ばれる。
駐日キューバ共和国顧問弁護士、在東京ペルー共和国総領事館顧問弁護士

## 人物・エピソード
弁護士活動を始めて2カ月目に、誤認逮捕されたペルー人男性の事件を受任し、この初めての自己受任事件で無罪証明に成功している（ペルー人誤認逮捕事件を参照）。
この事件では、季刊刑事弁護第8回新人賞「特別賞」を受賞したほか、経験のない弁護士1年目の活動で捜査機関の公式謝罪を引き出したことや、「被疑者補償制度」を活用して事件に光を当てたことから、事件解決後しばらくして田中の人物像にも注目が集まり、複数の新聞の1面やコラムに「新人弁護士の大手柄」などの見出しの下、田中に関する記事が掲載された。また、横浜ロシア人少女殺害事件においては、同事件の被告人が殺人事件とは全く別の傷害事件でも起訴され、両事件は一度併合決定された後に再度分離決定されて別々に審理されたが、田中は傷害事件の主任弁護人も務め、同事件については、横浜地方裁判所で無罪判決を勝ち取っている。
交通事故を専門分野の一つとする。外国人特派員からのインタビューで交通事故を専門として選んだ理由を尋ねられ、「日本国内で外国人が巻き込まれる法的問題の典型例は交通事故なので、外国人の法的支援に専念していた結果として必然的に交通事故案件に精通するようになった」と答えている。
高校卒業後、20代半ばまで建設作業員などをしながら自活していたという経歴の持ち主。新聞配達で生計を立てていた時期に「人生このままではまずい」と考え、夜間に新聞を配りながらNHKの語学講座を聴いて英語とスペイン語を独学で習得し、通訳としても働くようになる。その後、一念発起して司法試験受験を決意し、2次試験の受験資格を得るため僅か3か月の受験勉強を経て25歳の時に大学進学した。(慶應大学を受験した理由として、「肉体労働者の自分にとって、司法試験の受験なんて雲をつかむような話でした。それで、その時に受験できる一番難易度の高い大学を試しに受験してみて、もしそこに合格できたら司法試験も受けてみようと思いました。これを思い立ったのはある年の年末で、本屋にいって受験案内を調べてみたところすでにセンター試験が終わっていて、その時受験できる一番偏差値が高い文系の大学が慶應義塾大学法学部だったので、ダメもとでここだけを受けてみました。」と説明している。
リオデジャネイロオリンピック出場前から猫ひろし顧問弁護士を務め、スポーツ法務に取り組むなどしている。
女子プロレスラー浜田文子の弁護人を務め、プロレスラーグラン浜田の記者会見に同席するなどした

## ペルー人誤認逮捕事件
来日して19年の日系ペルー人男性が、無実の窃盗容疑で茨城県警に逮捕された後に21日間身柄拘束され、釈放後も風評被害等による深刻な人権被害を被った事件。県警の指紋頼りのずさんな捜査が問題とされたほか、「被疑者補償制度」という法曹界内でもあまり認知されていなかった手続が被害者の名誉回復のために効果的に活用されたことでも注目された事件。また、同事件は捜査機関・弁護人の外国人に対する姿勢や通訳制度の整備のありかたなど、日本の刑事手続上の幾つかの問題点を浮き彫りにした。

### 経緯
2010年1月27日の朝、被害者が静岡県沼津市の自宅で突然5人の警察官に逮捕され、茨城県警牛久警察署までパトカーで連行された。逮捕容疑は、茨城県阿見町の居酒屋での侵入窃盗だったが、被害者は日本在留中の19年の間、一度も茨城県に行ったことすらなかった。
逮捕の決め手は、盗まれたレジのトレーから被害者の指紋が検出されたことであったが、被害者には本件事件発生以前にレジ製造工場で働いていた経験があり、指紋はこの製造過程で付着したものだった。被害者は捜査官に対しこの事実を繰り返し説明したものの受け入れられず、21日間身柄を拘束され取調べを受けた。その後釈放され、2010年2月26日に不起訴処分（嫌疑不十分）となる。
同処分による解放後も、被害者は地域社会での「あいつは泥棒だ」との風評被害に悩まされ、就職が不可能となるなどの深刻な人権被害を受ける（これは、検察の下した判断が「嫌疑不十分」（灰色）であり、「嫌疑なし」（白）ではなかったことによる）。なお、被害者には勾留段階で国選弁護人がついていたが、言語の違いが壁となってか国選弁護人からも何らの援助も得られなかったという。
この時点で被害者は、口コミで田中の存在を知り母国語での援助を求めて相談に訪れた。相談を受けた田中は、被害者の名誉回復を目的として『被疑者補償規定に基づく被疑者補償制度』を利用することを思いつき、2010年4月21日付で水戸地方検察庁土浦支部に対し被疑者補償の申出を行なった（このように田中は、法的には刑事事件の弁護人ではなく民事事件の代理人を務めた）。被疑者補償が認められることは稀であり、特に、「嫌疑不十分」の処分に対して被疑者補償がなされることは前例がなかった（田中が水戸地検土浦支部に被疑者補償の申し出をなした当初、地検側の担当者ですら被疑者補償制度の存在自体を知らなかったという。この制度はそれほど法曹内でも認知度が低かった。
その後、田中の活動を受けて水戸地方検察庁が再捜査を実施し、結果として検察・警察ともに被害者の逮捕は冤罪による誤認逮捕であることを正式に認め（この後、本件窃盗事件の真犯人が起訴されている）、2010年7月15日に茨城県警幹部らによる公式謝罪会見及び被害者サイドでの記者会見が行われた。これら両会見の様子は、マスコミにより全国規模で報道され（NHKを始めとする日本語のマスコミのみならず、スペイン語・ポルトガル語・英語の媒体によっても報道された）、被害者の無実は全国的に知れ渡り、完全な名誉回復が達成された（その後、水戸地方検察庁は被害者に対する処分を、「嫌疑不十分」から、「嫌疑なし」へ変更した）。
なお、水戸地検が被害者の無実を認めた決め手は、田中の活動を受けて実施した再捜査の過程において、千葉県警が被害者とは無関係の窃盗グループを「真犯人」として検挙していたことが判明したことだった。実は被害者を誤認逮捕した茨城県警牛久署は、田中が被疑者補償の申し出をする2ヶ月前に千葉県警より「真犯人逮捕」の連絡を受けていたにも関わらず、そのことを茨城県警本部に伝えず、放置していたのである。結果、茨城県警は、ずさんな捜査で被害者を誤認逮捕したことのみならず、誤認逮捕判明後の対応の怠慢さも批判されることになった。
2010年7月30日、東京高等検察庁は被疑者補償裁決を出し、規定幅の中で最高額の26万2500円の補償金が被害者に支払われた。
同年10月5日に被疑者補償裁定について官報公示。
同年11月7日に被害者と県警との間で180万円の損害賠償金を支払う旨の示談が成立（この示談については被害者の母国ペルー共和国でも大きく報道された）。

## 懲戒処分
2013年7月10日に泥酔してカラオケ店の個室内において、法科大学院修了生である女性を後ろから強く抱きしめ体を触るなどの行為をした、女性がこれに抵抗し、帰宅するためにタクシーを待つ間も、エレベーター内で同様の行為をしたとして、2016年4月8日に業務停止3ヶ月の懲戒処分を東京弁護士会から受けた。